# Go-Mizunoo
Go-Mizunoo (後水尾, 1596 — 1680) foi o 108º imperador do Japão, na lista tradicional de sucessão. Pertencia ao Ramo Jimyōin-tō da Família Imperial. Seu reinado abrangeu os anos de 1611 a 1629.
Go-Mizunoo conseguiu um relacionamento próximo com quatro das cinco casas regentes. Os lideres de duas casas importantes eram seus irmãos: Ichijō Akiyoshi e Konoe Nobuhiro, alem disso duas de suas filhas se casaram com líderes dos ramos Nijō e Takatsukasa.

## Vida
Antes de ascender ao Trono do Crisântemo, seu nome pessoal era príncipe Kotohito, o terceiro filho do imperador Go-Yōzei. Sua mãe foi Konoe Sakiko, filha de Konoe Sakihisa, que mais tarde adotou o nome budista de Chūkamon'in.
O príncipe Kotohito tornou-se imperador quando seu pai abdicou em 1611. A sucessão foi recebida pelo novo monarca e, logo em seguida, foi proclamado imperador Go-Mizunoo. O jovem imperador tinha 16 anos.
Em 1614 ocorre o Cerco de Osaka. O xogum Tokugawa Hidetada venceu Toyotomi Hideyori e manda atear fogo no Castelo de Osaka, logo depois inicia o inverno e as tropas shogunais retornam para Edo, sede do Xogunato Tokugawa. A batalha volta a reiniciar no verão de 1615 quando Tokugawa Ieyasu e seu filho o Hidetada, marcharam novamente para o Castelo de Osaka. Hideyori comete seppuku. No entanto, seu corpo nunca foi encontrado. Havia rumores de que ele fugiu para a Província de Satsuma, onde havia preparado um refúgio com antecedência.
Em 6 de janeiro de 1616 um mês após o Cerco de Osaka, Ieyasu morre em Suruga devido a infecção dos ferimentos na batalha e foi enterrado em Nikko Toshogu. Em 25 de setembro de 1617 o imperador aposentado Go-Yōzei veio a falecer.
Em 1620, Tokugawa Masako, filha de Hidetada, foi levada ao palácio como consorte do imperador; e o casamento foi celebrado com grande pompa, mais tarde passou a utilizar o nome budista de Tōfukumon-in. Tokugawa Iemitsu, filho de Hidetada, veio à corte de Go-Mizunoo em 1623 para ser nomeado o terceiro xogum.
Em 1627 ocorreu o chamado Incidente do Robe Púrpura (事件事件, shi-e jiken) onde Go-Mizunoo foi acusado de ter concedido vestes púrpuras a mais de dez sacerdotes, apesar do edito do xogum que o proibia a realizar este ato por dois anos (provavelmente a fim de romper o vínculo que existia entre Go-Mizunoo e círculos religiosos). O xogunato interveio, tornando inválida a concessão das vestes. Os sacerdotes que foram agraciados pelo imperador foram exilados pelo bakufu.
Em 22 de dezembro de 1629, Go-Mizunoo abdica ao Trono do Crisântemo em favor de sua filha, a princesa Okiko, no mesmo dia em que os sacerdotes do Incidente do Robe Púrpura foram para o exílio. Okiko se tornou a imperatriz Meishō. Pelo resto de sua longa vida, Go-Mizunoo concentrou-se em vários projetos arquitetônicos, dos quais talvez o mais conhecido seja o magnífico jardim japonês da Shugaku-in Rikyū.
O ex-imperador Go-Mizunoo veio a falecer em 11 de setembro de 1680 e passou a ser consagrado em Sennyu-ji em Higashiyama-ku, Quioto, onde está localizado seu mausoléu (misasagi) que foi nomeado Tsukinowa no misasagi. 